# Geinwijk (flatgebouw)
Geinwijk is een voormalig flatgebouw in Amsterdam-Zuidoost. De naam is ontleend aan een boerderij bij rivier Gein.

## Geschiedenis
Geinwijk werd rond 1970 opgeleverd als een van de zes honingraatvormige flats in de E/G-buurt; het bestond uit een groot noordelijk en een klein zuidelijk gedeelte die met een loopbrug met elkaar waren verbonden. Met een hotelnummering van 1-943 was het de op een na grootste G-flat. Het ontwerp van de E/G-buurt leek op dat van de F/D-buurt aan de westelijke kant van de Gooiseweg; grootste verschillen waren dat de voorgevel met portiek 1/A een blok kleiner was (1-905 in plaats van 1-906), dat de helft van de flats een gespiegelde indeling had en dat de verbindende loopbrug westwaarts voerde (in plaats van oostwaarts). Feitelijk was Geinwijk een omkering van Daalwijk, de laatst overgebleven D-flat.
In 1984 werd de flat opgeknapt met geschilderde gevels, afgesloten toegangen en extra liften in de portiek; ook werd de binnenstraat opengemaakt en in Klein-Geinwijk gescheiden door het verwijderen van flat 7. In 1987 werden de bovenste verdiepingen van de overdekte parkeergarage gesloopt waardoor er een openluchtterrein ontstond.
Na de vliegramp van 4 oktober 1992 werd besloten om de Bijlmer ingrijpend te veranderen; dit hield in dat veel flats moesten wijken voor laagbouw. Geinwijk kwam in 1995 als eerste aan de beurt; anders dan bij Fleerde is het profiel van Groot-Geinwijk niet intact gebleven in de laagbouw.